# 田畑百葉
田畑 百葉（たばた ももは、2002年8月8日 - ）は、日本のカーリング選手。北海道銀行女子カーリング部に所属。

## 経歴
北海道江別市出身。江別市立第一中学校⇒北海道大麻高等学校出身。
2014年、小学6年の時に両親の勧めで「北海道タレントアスリート発掘・育成プロジェクト」に応募。高い適性を認められメンバーに選ばれる。
またカーリングと並行して中学校及び高校時代は陸上競技選手としても活動していたこともある。
2020年、第3回ユースオリンピック冬季競技大会（2020／ローザンヌ）のカーリング競技・混合団体（ミックス4人制）で銀メダルを獲得。日本代表選手団の主将も務めた。同年、『札幌協会』のスキップとして日本ジュニアカーリング選手権に出場し優勝。
2021年4月、北海道銀行フォルティウス（現：フォルティウス）に加入。
2021年7月23日、2020年東京オリンピックの開会式で、三宅義信・高橋尚子らと共に日章旗を運ぶ役割を果たした。
2021年12月1日、フォルティウスを退団し、北海道銀行が新設した「北海道銀行女子カーリング部」の創設メンバーとなった。

## チーム

### 4人制女子
| シーズン | スキップ   | サード     | セカンド   | リード   | リザーブ   | 主な大会                         |
| -------- | ---------- | ---------- | ---------- | -------- | ---------- | -------------------------------- |
| 2017–18  | 田畑百葉   | 仁平美来   | 中島未琴   | 大関結   |            | JJCC2017                         |
| 2018–19  | 田畑百葉   | 仁平美来   | 中島未琴   | 大関結   |            | どうぎんカーリングクラシック2018 |
| 2019–20  | 田畑百葉   | 佐々木穂香 | 中島未琴   | 小林未奈 | 石山奈津子 | どうぎんカーリングクラシック2019 |
| 2020–21  | 田畑百葉   | 小林未奈   | 中島未琴   | 仁平美来 |            | JJCC2020（札幌協会/winger）      |
| 2021-22  | 吉村紗也香 | 小野寺佳歩 | 近江谷杏菜 | 船山弓枝 | 田畑百葉   | JOCT 2021                        |
| 2021-22  | 田畑百葉   | 仁平美来   | 中島未琴   | 伊藤彩未 |            | JCC 2022                         |
| 2022–23  | 田畑百葉   | 仁平美来   | 中島未琴   | 山本冴   | 伊藤彩未   | JCC 2023                         |
| 2023–24  | 田畑百葉   | 仁平美来   | 山本冴     | 中島未琴 | 伊藤彩未   | JCC 2024                         |
| 2024–25  | 田畑百葉   | 仁平美来   | 山本冴     | 中島未琴 | 伊藤彩未   | JCC 2025                         |

### 混合団体
| シーズン | スキップ | サード   | セカンド | リード   | リザーブ | 主な大会 |
| -------- | -------- | -------- | -------- | -------- | -------- | -------- |
| 2019–20  | 前田拓海 | 田畑百葉 | 中原亜星 | 小林未奈 |          | YOG2020  |

## 戦績
| 大会                       | 17–18    | 18–19    | 19–20    | 20–21    | 21–22    | 22–23    | 23–24    | 24-25    |
| ミックス                   | ミックス | ミックス | ミックス | ミックス | ミックス | ミックス | ミックス | ミックス |
| -------------------------- | -------- | -------- | -------- | -------- | -------- | -------- | -------- | -------- |
| 世界選手権                 |          |          | 24       |          |          |          |          |          |
| ユースオリンピック冬季大会 |          |          | 2        |          |          |          |          |          |
| 4人制                      |          |          |          |          |          |          |          |          |
| 日本ジュニア               | 4        |          | 2        | 1        |          |          |          |          |
| 日本選手権                 |          |          |          |          | 3        | 5        | 2        | 2        |

### 日本選手権
- 第39回日本カーリング選手権大会（2022年）：3位（北海道銀行）
- 第40回日本カーリング選手権大会（2023年）：5位（北海道銀行）
- 第41回日本カーリング選手権大会（2024年）：2位（北海道銀行）
- 第42回日本カーリング選手権大会（2025年）：2位（北海道銀行）